# La Liga 2010-2011
Sezonul La Liga 2010–11 a fost al 80 lea sezon din istoria primei ligi spaniole. Sezonul a început pe data de 28 august 2010 și s-a terminat pe 21 mai 2011. La startul acestei ediții au luat parte cele 17 echipe rămase în La Liga 2009-2010, plus cele 3 echipe promovate din Segunda División: Real Sociedad, Hércules Alicante și Levante UD.

## Stadioane
| Echipă              | Stadion                   | Capacitate |
| ------------------- | ------------------------- | ---------- |
| UD Almería          | Estadio del Mediterráneo  | 22.000     |
| Athletic Bilbao     | San Mamés                 | 39.750     |
| Atlético Madrid     | Vicente Calderón          | 54.851     |
| FC Barcelona        | Camp Nou                  | 99.354     |
| Deportivo La Coruña | Riazor                    | 34.600     |
| RCD Espanyol        | Estadi Cornellà-El Prat   | 40.500     |
| Getafe CF           | Coliseum Alfonso Pérez    | 17.700     |
| Málaga CF           | La Rosaleda               | 28.963     |
| Hércules Alicante   | Estadio José Rico Pérez   | 30.000     |
| Levante UD          | Estadi Ciutat de València | 25.534     |
| RCD Mallorca        | Iberostar Estadio         | 23.142     |
| CA Osasuna          | Estadio Reyno de Navarra  | 19.800     |
| Racing de Santander | El Sardinero              | 22.271     |
| Real Madrid CF      | Santiago Bernabéu         | 80.354     |
| Real Sociedad       | Estadio Anoeta            | 32.076     |
| Sevilla FC          | Ramón Sánchez Pizjuán     | 45.500     |
| Sporting de Gijón   | El Molinón                | 29.800     |
| Valencia CF         | Mestalla                  | 55.000     |
| Villarreal CF       | El Madrigal               | 25.000     |
| Real Zaragoza       | La Romareda               | 34.596     |

## Conducerea administrativă și conducerea tehnică
| Echipă              | Președinte            | Antrenor |
| ------------------- | --------------------- | --- |
| UD Almería          | Alfonso García        | Juan Manuel Lillo (Et. 1 - 20.11.2010) José Luis Oltra (24.11.2010 - 05.04.2011) Roberto Olabe (05.04.2011 - Et. 38) |
| Athletic Bilbao     | Fernando Macua        | Joaquín Caparrós |
| Atlético Madrid     | Enrique Cerezo        | Quique Sánchez Flores                                                                                                |
| FC Barcelona        | Sandro Rosell         | Josep Guardiola |
| Deportivo La Coruña | Augusto Lendoiro      | Miguel Ángel Lotina                                                                                                  |
| RCD Espanyol        | Daniel Sánchez Llibre | Mauricio Pochettino                                                                                                  |
| Getafe CF           | Ángel Torres          | Míchel |
| Málaga CF           | Abdullah Al Thani     | Jesualdo Ferreira (Et. 1 - 02.11.2010) Manuel Pellegrini (02.11.2010- Et. 38)                                        |
| Hércules Alicante   | Valentín Botella Ros  | Esteban Vigo (Et. 1 - 20.03.2011) Miroslav Đukić (23.03.2011 - Et. 38)                                               |
| Levante UD          | Quico Catalán         | Luis García Plaza |
| RCD Mallorca        | Jaume Cladera         | Michael Laudrup |
| CA Osasuna          | Patxi Izco            | José Antonio Camacho (Et. 1 - 14.02.2011) José Luis Mendilibar (14.02.2011 - Et. 38)                                 |
| Racing de Santander | Francisco Pernía      | Miguel Ángel Portugal (Et. 1 - 07.02.2011) Marcelino García Toral (09.02.2011 - Et. 38)                              |
| Real Madrid CF      | Florentino Pérez      | José Mourinho |
| Real Sociedad       | Jokin Aperribay       | Martín Lasarte |
| Sevilla FC          | José María del Nido   | Antonio Álvarez (Et. 1 - 26.09.2010) Gregorio Manzano (26.09.2010 - Et. 38)                                          |
| Sporting de Gijón   | Manuel Vega-Arango    | Manolo Preciado |
| Valencia CF         | Manuel Llorente       | Unai Emery |
| Villarreal CF       | Fernando Roig         | Juan Carlos Garrido                                                                                                  |
| Real Zaragoza       | Agapito Iglesias      | José Aurelio Gay (Et. 1 - 17.11.2010) Javier Aguirre (17.11.2010 - Et. 38)                                           |

## Clasament
| Poz. | Echipă                  | MJ | V  | E  | Î  | GM  | GP | Puncte | Calificare / retrogradare               |
| ---- | ----------------------- | -- | -- | -- | -- | --- | -- | ------ | --------------------------------------- |
| 1    | FC Barcelona (C)        | 38 | 30 | 6  | 2  | 95  | 21 | 96     | Liga Campionilor 2011-12                |
| 2    | Real Madrid CF          | 38 | 29 | 5  | 4  | 102 | 33 | 92     | Liga Campionilor 2011-12                |
| 3    | Valencia CF             | 38 | 21 | 8  | 9  | 64  | 44 | 71     | Liga Campionilor 2011-12                |
| 4    | Villarreal CF           | 38 | 18 | 8  | 12 | 54  | 44 | 62     | Calificări Liga Campionilor 2011-12     |
| 5    | Sevilla FC              | 38 | 17 | 7  | 14 | 62  | 61 | 58     | Calificări UEFA Europa League 2011-2012 |
| 6    | Athletic Bilbao         | 38 | 18 | 4  | 16 | 59  | 55 | 58     | Calificări UEFA Europa League 2011-2012 |
| 7    | Atlético Madrid         | 38 | 17 | 7  | 14 | 62  | 53 | 58     | Calificări UEFA Europa League 2011-2012 |
| 8    | RCD Espanyol            | 38 | 15 | 4  | 19 | 46  | 55 | 49     |                                         |
| 9    | CA Osasuna              | 38 | 13 | 8  | 17 | 45  | 46 | 47     |                                         |
| 10   | Sporting de Gijón       | 38 | 11 | 14 | 13 | 35  | 42 | 47     |                                         |
| 11   | Málaga CF               | 38 | 13 | 7  | 18 | 54  | 68 | 46     |                                         |
| 12   | Racing de Santander     | 38 | 12 | 10 | 16 | 41  | 56 | 46     |                                         |
| 13   | Real Zaragoza           | 38 | 12 | 9  | 17 | 40  | 53 | 45     |                                         |
| 14   | Levante UD              | 38 | 12 | 9  | 17 | 41  | 52 | 45     |                                         |
| 15   | Real Sociedad           | 38 | 14 | 3  | 21 | 49  | 66 | 45     |                                         |
| 16   | Getafe CF               | 38 | 12 | 8  | 18 | 49  | 60 | 44     |                                         |
| 17   | RCD Mallorca            | 38 | 12 | 8  | 18 | 41  | 56 | 44     |                                         |
| 18   | Deportivo La Coruña (R) | 38 | 10 | 13 | 15 | 31  | 47 | 43     | Segunda División 2011-2012              |
| 19   | Hércules Alicante (R)   | 38 | 9  | 8  | 21 | 36  | 60 | 35     | Segunda División 2011-2012              |
| 20   | UD Almería (R)          | 38 | 6  | 12 | 20 | 36  | 70 | 30     | Segunda División 2011-2012              |

## Clasamentul golgheterilor
| Poz. | Jucător           | Echipă          | Număr goluri |
| ---- | ----------------- | --------------- | ------------ |
| 1    | Cristiano Ronaldo | Real Madrid CF  | 40           |
| 2    | Lionel Messi      | FC Barcelona    | 31           |
| 3    | Sergio Agüero     | Atlético Madrid | 20           |
| -    | Álvaro Negredo    | Sevilla FC      | 20           |
| 5    | Fernando Llorente | Athletic Bilbao | 18           |
| -    | Giuseppe Rossi    | Villarreal CF   | 18           |
| -    | Roberto Soldado   | Valencia CF     | 18           |
| -    | David Villa       | FC Barcelona    | 18           |
| 9    | Karim Benzema     | Real Madrid CF  | 15           |
| 10   | Salomón Rondón    | Málaga CF       | 14           |

## Trofeul Zamora
Trofeul Zamora este acordat celor mai buni portari. Este acordat portarului cu cele mai puține goluri primite pe meci.
| Poz. | Portar           | Echipă              | Număr goluri | Meciuri | Medie |
| ---- | ---------------- | ------------------- | ------------ | ------- | ----- |
| 1    | Víctor Valdés    | FC Barcelona        | 16           | 32      | 0,50  |
| 2    | Iker Casillas    | Real Madrid CF      | 32           | 34      | 0,94  |
| 3    | Daniel Aranzubia | Deportivo La Coruña | 36           | 32      | 1,13  |
| 4    | Diego López      | Villarreal CF       | 44           | 38      | 1,16  |
| 5    | Ricardo López    | CA Osasuna          | 46           | 38      | 1,21  |
| 6    | David de Gea     | Atlético Madrid     | 52           | 38      | 1,37  |
| 7    | Carlos Kameni    | RCD Espanyol        | 47           | 33      | 1,42  |
| 8    | Gorka Iraizoz    | Athletic Bilbao     | 54           | 37      | 1,46  |
| -    | Toño Martínez    | Racing de Santander | 54           | 37      | 1,46  |
| 10   | Dudu Aouate      | RCD Mallorca        | 54           | 34      | 1,59  |
| -    | Juan Calatayud   | Hércules Alicante   | 54           | 34      | 1,59  |

## Cei mai buni pasatori
| Poz. | Jucător           | Echipă         | Număr goluri |
| ---- | ----------------- | -------------- | ------------ |
| 1    | Lionel Messi      | FC Barcelona   | 18           |
| 2    | Mesut Özil        | Real Madrid CF | 17           |
| 3    | Daniel Alves      | FC Barcelona   | 15           |
| 4    | Xabi Prieto       | Real Sociedad  | 13           |
| 5    | Juan Mata         | Valencia CF    | 12           |
| 6    | Ángel di María    | Real Madrid CF | 11           |
| 7    | Santi Cazorla     | Villarreal CF  | 10           |
| -    | Cristiano Ronaldo | Real Madrid CF | 10           |
| 9    | Borja Valero      | Villarreal CF  | 8            |
| -    | Valdo             | Levante UD     | 8            |